# Jonatan Cristaldo
Jonatan Ezequiel Cristaldo (Buenos Aires, 5 maart 1989) is een Argentijns voetballer die doorgaans speelt als spits. In maart 2025 verruilde hij Rio Branco voor Oriente Petrolero. Cristaldo maakte in 2011 zijn debuut in het Argentijns voetbalelftal.

## Clubcarrière
Cristaldo speelde in de jeugd van Vélez Sarsfield en brak ook door bij die club. Na vier seizoenen en één landstitel (in 2008/09) vertrok hij naar het Oekraïense Metalist Charkiv. Voor zijn nieuwe club vervulde hij tweeënhalf seizoen een belangrijke rol. Hierop huurde Bologna hem voor de duur van één seizoen. Bij terugkeer in Charkiv werd Cristaldo overgenomen door Palmeiras, waarmee hij een vierjarig contract overeenkwam.
Na twee seizoenen trok de Argentijn naar Mexico, waar Cruz Azul zijn nieuwe werkgever werd. Een halfjaar later werd hij voor de duur van zes maanden verhuurd aan competitiegenoot Monterrey. Na die zes maanden besloot Cristaldo terug te keren naar de club waar zijn carrière begonnen was: Vélez Sarsfield. Bij Vélez bleef hij een halfjaar. Cristaldo vond toen in Racing Club een nieuwe werkgever. Hij tekende er in 2018 voor één seizoen. In februari 2021 verkaste Cristaldo binnen Argentinië naar Newell's Old Boys.
In 2022 speelde hij een kalenderjaar voor Independiente Petrolero. Stadsgenoot Oriente Petrolero nam de Argentijn over na het aflopen van zijn contract. Een jaar later keerde hij terug bij Independiente Petrolero, om in de zomer van 2024 voor São Bernardo te tekenen. Een half jaar later nam Rio Branco hem over. Zes wedstrijden later vertrok hij weer, om terug te keren bij Oriente Petrolero.

## Clubstatistieken
| Seizoen | Club                    | Competitie           | Competitie | Competitie | Beker | Beker | Internationaal | Internationaal | Totaal | Totaal |
| Seizoen | Club                    | Competitie           | Wed.       | Dlp.       | Wed.  | Dlp.  | Wed.           | Dlp.           | Wed.   | Dlp.   |
| ------- | ----------------------- | -------------------- | ---------- | ---------- | ----- | ----- | -------------- | -------------- | ------ | ------ |
| 2007/08 | Vélez Sarsfield         | Primera División     | 22         | 2          | 0     | 0     | —              | —              | 22     | 2      |
| 2008/09 | Vélez Sarsfield         | Primera División     | 28         | 9          | 0     | 0     | —              | —              | 28     | 9      |
| 2009/10 | Vélez Sarsfield         | Primera División     | 17         | 5          | 0     | 0     | 6              | 1              | 23     | 6      |
| 2010/11 | Vélez Sarsfield         | Primera División     | 18         | 5          | 0     | 0     | 2              | 1              | 20     | 6      |
| 2010/11 | Metalist Charkiv        | Premjer Liha         | 9          | 5          | 0     | 0     | 2              | 0              | 11     | 5      |
| 2011/12 | Metalist Charkiv        | Premjer Liha         | 24         | 10         | 2     | 1     | 10             | 7              | 36     | 18     |
| 2012/13 | Metalist Charkiv        | Premjer Liha         | 22         | 9          | 1     | 1     | 10             | 3              | 33     | 13     |
| 2013/14 | Metalist Charkiv        | Premjer Liha         | 7          | 3          | 0     | 0     | 2              | 0              | 9      | 3      |
| 2013/14 | → Bologna               | Serie A              | 28         | 4          | 0     | 0     | —              | —              | 28     | 4      |
| 2014    | Palmeiras               | Série A              | 17         | 2          | 2     | 0     | —              | —              | 19     | 2      |
| 2015    | Palmeiras               | Série A              | 35         | 9          | 9     | 3     | —              | —              | 44     | 12     |
| 2016    | Palmeiras               | Série A              | 8          | 3          | 0     | 0     | 2              | 1              | 10     | 4      |
| 2016/17 | Cruz Azul               | Primera División     | 10         | 2          | 5     | 3     | —              | —              | 15     | 5      |
| 2016/17 | → Monterrey             | Primera División     | 4          | 1          | 2     | 0     | —              | —              | 6      | 1      |
| 2017/18 | Vélez Sarsfield         | Primera División     | 5          | 0          | 2     | 0     | —              | —              | 7      | 0      |
| 2018/19 | Racing Club             | Primera División     | 21         | 5          | 3     | 1     | 3              | 1              | 27     | 7      |
| 2019/20 | Racing Club             | Primera División     | 15         | 3          | 2     | 0     | —              | —              | 17     | 3      |
| 2020/21 | Racing Club             | Primera División     | 4          | 0          | 0     | 0     | —              | —              | 4      | 0      |
| 2021    | Newell's Old Boys       | Primera División     | 20         | 3          | 1     | 0     | 2              | 0              | 23     | 3      |
| 2022    | Independiente Petrolero | División Profesional | 22         | 12         | 0     | 0     | 5              | 1              | 27     | 13     |
| 2023    | Oriente Petrolero       | División Profesional | 28         | 7          | 6     | 0     | 6              | 0              | 41     | 7      |
| 2024    | Independiente Petrolero | División Profesional | 12         | 2          | 0     | 0     | 0              | 0              | 12     | 2      |
| 2024    | São Bernardo            | Série C              | 4          | 0          | 0     | 0     | —              | —              | 4      | 0      |
| 2025    | Rio Branco              | Série D              | 6          | 0          | 0     | 0     | —              | —              | 6      | 0      |
| 2025    | Oriente Petrolero       | División Profesional | 1          | 0          | 0     | 0     | —              | —              | 1      | 0      |
| Totaal  | Totaal                  | Totaal               | 383        | 101        | 35    | 9     | 50             | 15             | 468    | 125    |

Bijgewerkt op 2 april 2025.

## Interlandcarrière
Cristaldo maakte op 5 juni 2011 zijn debuut in het Argentijns voetbalelftal, toen dat in een vriendschappelijke wedstrijd met 2–1 verloor van Polen. Namens de Polen scoorden Adrian Mierzejewski en Paweł Brożek. Mededebutant Marco Rubén was verantwoordelijk voor de tegentreffer. Cristaldo mocht van bondscoach Sergio Batista in de basis starten en hij speelde het gehele duel mee. De andere debutanten dit duel waren Pablo Piatti (Almería) en Mauro Formica (Newell's Old Boys).
| Interlands van Jonatan Cristaldo voor Argentinië | Interlands van Jonatan Cristaldo voor Argentinië | Interlands van Jonatan Cristaldo voor Argentinië | Interlands van Jonatan Cristaldo voor Argentinië | Interlands van Jonatan Cristaldo voor Argentinië | Interlands van Jonatan Cristaldo voor Argentinië |
| №                                                | Datum                                            | Wedstrijd                                        | Uitslag                                          | Competitie                                       | Goals                                            |
| Als speler bij Metalist Charkiv                  | Als speler bij Metalist Charkiv                  | Als speler bij Metalist Charkiv                  | Als speler bij Metalist Charkiv                  | Als speler bij Metalist Charkiv                  | Als speler bij Metalist Charkiv                  |
| ------------------------------------------------ | ------------------------------------------------ | ------------------------------------------------ | ------------------------------------------------ | ------------------------------------------------ | ------------------------------------------------ |
| 1                                                | 5 juni 2011                                      | Polen – Argentinië                               | 2 – 1                                            | Vriendschappelijk                                |                                                  |

Bijgewerkt op 2 april 2025.

## Erelijst
| Competitie       |                 |                  |                 |                 |
| Competitie       | Aantal          | Jaren            |                 |                 |
| Vélez Sarsfield  | Vélez Sarsfield | Vélez Sarsfield  | Vélez Sarsfield | Vélez Sarsfield |
| ---------------- | --------------- | ---------------- | --------------- | --------------- |
| Primera División | 1               | Clausura 2008/09 |                 |                 |
| Palmeiras        |                 |                  |                 |                 |
| Copa do Brasil   | 1               | 2015             |                 |                 |